# Arboridia ithaburensis
Arboridia ithaburensis är en insektsart som först beskrevs av Rauno E. Linnavuori 1962.  Arboridia ithaburensis ingår i släktet Arboridia och familjen dvärgstritar.
Artens utbredningsområde är Israel. Inga underarter finns listade i Catalogue of Life.